# Orbaneja Riopico
Orbaneja Riopico è un comune spagnolo di 288 abitanti situato nella comunità autonoma di Castiglia e León.